# Vladimir Krainev
Vladimir Krainev (em russo: Владимир Всеволодович Крайнев) (Krasnoyarsk, 1 de abril de 1944 - Hanôver, 29 de abril de 2011) foi um pianista e professor de piano russo, que foi condecorado como Artista do Povo da União Soviética.
Ele estudou na Escola Central do Conservatório de Moscou, na classe de Anaida Sumbatyan, e também estudou no Conservatório nas classes de Heinrich Neuhaus, e seu filho, Stanislav Neuhaus.
Depois de ganhar o segundo prêmio no Concurso Internacional de Piano de Leeds e o primeiro prêmio no Vianna da Motta International Music Competition (ex-aequo com Nelson Freire) e, especialmente, após a sua brilhante vitória na nona Competição Internacional Tchaikovsky em Moscou (o primeiro prÊmio ex-aequo com John Lill), sua carreira como pianista decolou.